# Ferrovia Mâcon-Ambérieu
La ferrovia Mâcon-Ambérieu è una linea ferroviaria francese che collega la stazione di Mâcon-Ville a quella di Ambérieu-en-Bugey servendo la prefettura di Bourg-en-Bresse del dipartimento di Ain.
La ferrovia Mâcon-Ambérieu costituisce la linea n° 883 000 della rete ferroviaria nazionale.

## Storia
L'autorizzazione alla realizzazione della linea è stata concessa il 30 aprile 1853 a François Bartholony che diventerà il direttore della Compagnie du chemin de fer de Lyon à Genève fondata il 6 agosto 1853. La concessione riguardava una linea da Lione a Ginevra con una diramazione Bourg-en-Bresse-Mâcon.
Il 19 dicembre 1855 la Compagnie du chemin de fer de Lyon à Genève si è fusa con la Compagnie du chemin de fer de Lyon à la Méditerranée che a sua volta si è fusa con la Compagnie du chemin de fer de Paris à Lyon per formare il 19 giugno 1857 la Compagnie des chemins de fer de Paris à Lyon et à la Méditerranée.
La prima tratta della linea venne inaugurata il 23 giugno 1856, da Bourg-en-Bresse ad Ambérieu; la prima tratta venne inaugurata il 6 giugno 1857, tra la riva sinistra della Saône, presso Pont-de-Veyle a Bourg-en-Bresse e infine con completamento del ponte sulla Saône il 20 luglio 1857 venne completata la linea tra Mâcon e Pont-de-Veyle.

## Caratteristiche
La linea, elettrificata a corrente continua a 1500 Volt il 17 febbraio 1955 è a doppio binario con pendenze massime del 7,4‰ e raggio di curvatura quasi ovunque oltre 1.000 m tranne intorno a Pont-d'Ain. La velocità massima raggiunge 160 km/h sulla maggior parte del percorso.
Nell'agosto 1954 la linea ha adottato il sistena del blocco elettrico manuale da Mâcon a Bourg-en-Bresse e tra aprile 1968 e il 24 giugno 1969 è stato adottato il sistema a sezioni di blocco tra Bourg-en-Bresse e Ambérieu.
Il 16 luglio 1981, per consentire la circolazione del TGV sul raccordo LGV, è stato adottato il sistema a sezioni di blocco nelle stazioni di Pont-de-Veyle e Vonnas e il passaggio, nelle stazione di Pont-de-Veyle, alla tecnologia PRS (Poste tout Relais à transit Souple, abbreviato in PRS), il cui funzionamento si basa su una tecnologia basata essenzialmente su relè.
Al fine di incrementare la capacità di trasporto merci tra Digione e l'Italia attraverso la ferrovia della Moriana e la ferrovia del Frejus sono stati seguiti dei lavori di ammodernamento, che hanno visto nel maggio 2010, l'adozione tra Bourg-en-Bresse e Ambérieu dell'IPCS (Installation Permanente de Contre-Sens) un dispositivo tecnico utilizzato in Francia, che consente ai treni di circolare in direzione opposta su entrambi i binari di un tratto di linea a doppio binario che entra in funzione quando una delle corsie non è agibile a causa di lavori o in caso di danneggiamenti o ostacoli o per facilitare la gestione del traffico. Tale sistema molto simile alla banalizzazione, ha consentito su tale tratto un rinnovamento linea con nuovi binari e traverse e il rifacimento della massicciata. La linea è quindi diventata pressoché unica in Francia, con la prima tratta (da Mâcon a Bourg-en-Bresse) che adotta il sistema di blocco manuale e la seconda (da Bourg ad Ambérieu) l'IPCS.

## Percorso
| Continuation backward |

| Station on track |

| 439+735 |
| 0+000   |

| Unknown route-map component "exdCONTgq" | Unknown route-map component "ABZgr" | Unknown route-map component "d" |

| Unknown route-map component "dCONTgq" | Unknown route-map component "ABZgr" | Unknown route-map component "d" |

| Unknown route-map component "STRo" |

| Unknown route-map component "d" | Unknown route-map component "ABZgl" | Unknown route-map component "dKDSTeq" |

| Unknown route-map component "hKRZWae+GRZq" |

| Unknown route-map component "hKRZWae" |

| Unknown route-map component "SKRZ-Au" |

| Unknown route-map component "dCONTgq" | Unknown route-map component "ABZg+r" | Unknown route-map component "d" |

| Station on track |

| Unknown route-map component "eHST" |

| Station on track |

| Unknown route-map component "HSTeBHF" |

| Unknown route-map component "HSTeBHF" |

| Unknown route-map component "d" | Unknown route-map component "ABZg+l" | Unknown route-map component "dCONTfq" |

| Unknown route-map component "STRo" |

| Station on track |

| Unknown route-map component "STRo" |

| Unknown route-map component "d" | Unknown route-map component "ABZgl" | Unknown route-map component "dCONTfq" |

| Unknown route-map component "dCONTgq" | Unknown route-map component "ABZgr" | Unknown route-map component "d" |

| Unknown route-map component "SKRZ-Au" |

| Unknown route-map component "eBHF" |

| Unknown route-map component "HSTeBHF" |

| Unknown route-map component "SKRZ-Au" |

| Unknown route-map component "hKRZWae" |

| Unknown route-map component "SKRZ-Au" |

| Station on track |

| Unknown route-map component "SKRZ-G2o" |

| Unknown route-map component "hKRZWae" |

| Unknown route-map component "nKBSTaq" | Unknown route-map component "ABZgnr" |  |

| Unknown route-map component "HSTeBHF" |

| Unknown route-map component "SKRZ-G2u" |

| Unknown route-map component "d" | Junction both to and from left | Unknown route-map component "dCONTfq" |

| Station on track |

| 68+309 |
| 51+453 |

| Unknown route-map component "d" | Unknown route-map component "ABZgl" | Unknown route-map component "dCONTfq" |

| Continuation forward |

La linea collega la linea Parigi-Marsiglia con la Lione-Ginevra e con la ferrovia della Moriana, diramandosi dalla Parigi-Marsiglia dalla stazione di Mâcon-Ville, immediatamente dopo la quale, attraversa con un viadotto lungo 199 m la Saône, che segna il confine tra i dipartimenti di Saône-et-Loire e dell'Ain e tra le regioni Bourgogne-Franche-Comté e Auvergne-Rhône-Alpes.
Dopo aver oltrepassato con un ponte a tre archi dalla lunghezza di 27 metri il fiume Veyle, poco prima della stazione di Pont-de-Veyle è connessa alla linea ad alta velocità LGV Sud-Est da Parigi.
Dopo Bourg-en-Bresse vi è un'altra connessione verso Lione. Presso Ambérieu è presente una bretella che permette ai convogli delle relazioni Italia–Francia attraverso il Frejus e ai TGV che collegano Parigi con Annecy di immettersi direttamente sulla linea per Modane e ai TGV provenienti da Parigi e diretti a Évian-les-Bains e Ginevra di immettersi direttamente sulla Lione-Ginevra evitando lo svolgimento delle operazioni di inversione di marcia nella stazione ferroviaria.

## Traffico
La linea è interessata dal traffico locale del servizio della linea 30 del TER Auvergne-Rhône-Alpes (Mâcon - Bourg en Bresse - Ambérieu) fornito da automotrici ed elettromotrici.
La linea vede passare molti TGV di tutti i tipi, che collegano principalmente Parigi a Ginevra, Annecy e Évian-les-Bains.
In inverno, durante i periodi di traffico intenso, vi transitano molti TGV per Bourg-Saint-Maurice via Saint-Pierre-d'Albigny e inversione di marcia ad Albertville e per Saint-Gervais-les-Bains, con inversioni del senso di marcia alla stazione di Aix-les-Bains e alla stazione di La Roche-sur-Foron nonché Eurostar Londra-Bourg-Saint-Maurice e Thalys Amsterdam-Bourg-Saint-Maurice.
Il passato la linea era interessata da traffico passeggeri da e verso l'Italia espletato da treni quali Palatino e Rome Express
La linea è interessata anche dal traffico di treni merci trainati da locomotive BB 7200, BB 26000, BB 27000, BB 36000, nonché treni della compagnia privata DB Cargo France E 37500 e Classe 66.